# San Martín (departamento de Mendoza)
San Martín é um departamento da Argentina, localizado na 
província de Mendoza.